# Ван Дейнсен, Ян
Ян Ван Дейнсен (нидерл. Jan van Deinsen, род. 19 июня 1953, Тил, Гелдерланд) — нидерландский футболист и тренер.

## Карьера

### Футболиста
В качестве футболиста Ван Дейнсен выступал на позиции полузащитника. Семь сезонов он провел в составе «Фейеноорда», вместе с котором становился обладателем Кубка страны. В 1980 году хавбек провел один матч за Нидерландов в рамках отборочного турнира к Чемпионату мира по футболу 1982 года против Ирландии (1:2).
| № | Дата             | Соперник | Счёт | Голы | Турнир                    |
| 1 | 10 сентября 1980 | Ирландия | 1:2  | -    | Отборочный матч к ЧМ 1982 |

Итого: 1 матч / 0 голов; 0 побед, 0 ничьих, 1 поражение.

### Тренера
После завершения карьеры перешел на тренерскую работу. Входил в тренерский штаб Клеменса Вестерхофа в сборной Нигерии и Вима Рейсбергена в сборной Тринидада и Тобаго. Со вторым специалистом также пересекался в национальной команде Соломоновых островов. Также Ван Дейнсен на родине самостоятельно работал с рядом коллективов из низших лиг, а также являлся ассистентом в «Витессе» и в НЕК.

## Достижения
- Обладатель Кубка Нидерландов: 1979/80.
- Финалист Кубка Нидерландов: 1972/73.